# دائرة أحواز مكناس
دائرة أحواز مكناس هي إحدى دوائر عمالة مكناس، التابعة لجهة فاس مكناس، المملكة المغربية. تضم الدائرة 5 جماعات قروية، وبلغ عدد سكانها 63611 فرداً سنة 2004 حسب الإحصاء الرسمي للسكان والسكنى. يتبع للدائرة 15 مشيخة و154 دوار.

## التقسيمات الإداريّة
تعتبر دائرة أحواز مكناس إحدى الدوائر المشكّلة لعمالة مكناس، وهو التقسيم الإداري من المستوى الرابع المعتمد في المغرب. ينقسم عمالة مكناس إلى 17 جماعات قروية تختلف من حيث السكان والمساحة، والتي بدورها تنقسم إلى مشيخات تضم عدداً من الدواوير.